# Mustafa an-Nahhas Pascha
Mustafa an-Nahhas Pascha, född 15 juni 1876 i Samannud i Egypten, död 23 augusti 1965 i Alexandria, var en egyptisk politiker och ledare för det nationalistiska Wafd-partiet.

## Biografi
Pasha var Egyptens regeringschef 16 mars–27 juni 1928, 1 januari–20 juni 1930, 9 maj 1936–29 december 1937, 5 februari 1942–10 oktober 1944 samt 12 januari 1950–27 januari 1952.
Under andra världskriget stod han på de allierades sida men övergick från 1950 till en brittiskfientig politik. Efter kung Faruks fall 1952 tvingades han avgå. 